# Cleistocactus tominensis
Cleistocactus tominensis es una especie de planta suculenta perteneciente al género Cleistocactus, dentro de la familia Cactaceae. Es endémica de Bolivia.

## Descripción
Cleistocactus tominensis es una especie de cactus arbustivo con tallos erectos y paralelos, que aunque inicialmente no se ramifican, con el paso del tiempo se ramifican desde la base. Alcanzan alturas de hasta 2 m y diámetros de 5 cm.    

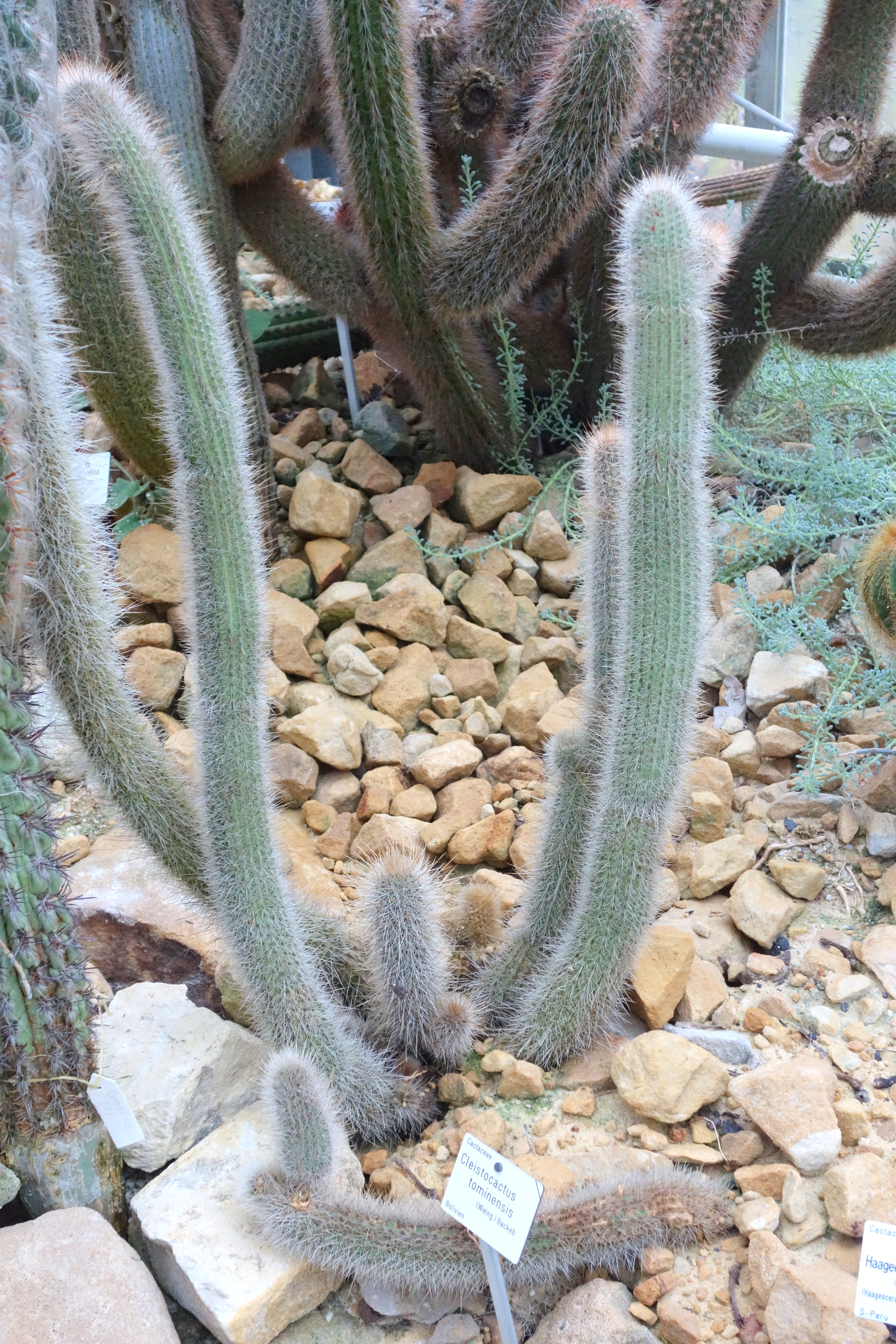
Vista de la planta

Presenta de 18 a 22 costillas bajas y estriadas trasversalmente, sobre las que se asientan las areolas. Tienen de 8 a 9 espinas delgadas, que luego se vuelven fuertes. Inicialmente son de color amarillento a rojizo y se vuelven grises con la edad. Miden hasta 4 cm de largo y no se puede distinguir entre espinas centrales y periféricas.
Las flores son tubulares, estrechas y de color verde a amarillo o rosa, e incluso ocasionalmente verdes en la base y rojas hacia las puntas. Miden hasta 2,5 cm de largo y las brácteas florales están bastante extendidas. Los frutos son esféricos, de color rosa claro y alcanzan diámetros de hasta 1,8 cm.

## Distribución y hábitat

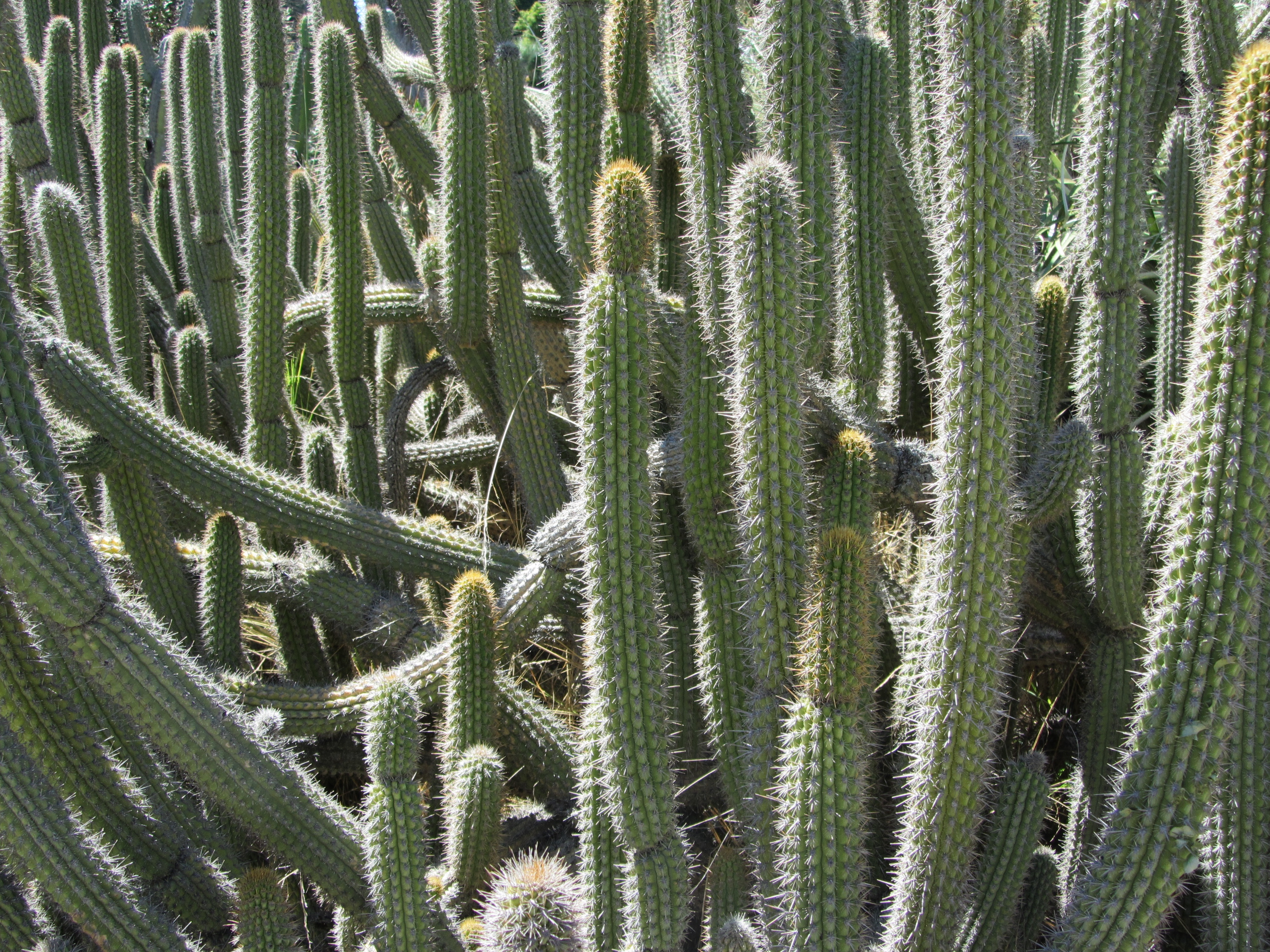
Planta en su hábitat

El área de distribución nativa de esta especie es Bolivia y crece principalmente en biomas desérticos o de matorrales secos, a altitudes de 900 a 2200 m.

## Taxonomía
La primera descripción de esta especie fue como Cereus tominensis, publicada en 1931 por el botánico alemán Wilhelm Weingart en la revista científica Monatsschrift der Deutschen Kakteen-Gesellschaft 3: 117.
Posteriormente, el botánico alemán Curt Backeberg colocó la especie en el género Cleistocactus, pasando a llamarse Cleistocactus tominensis y anotando estos cambios en la revista científica Kaktus-ABC: 190 en el año 1936.
Etimología
- Cleistocactus: nombre genérico que deriva de la combinación de la palabra griega kleistos (que significa cerrado), y cactus (término latino que alude a las plantas del género Cactaceae), haciendo referencias a que son "cactus con flores cerradas", ya que en algunas especies apenas se abren y parecen estar cerradas.
- tominensis: epíteto geográfico que hace referencia a la presencia de la especie cerca de Tomina en el departamento boliviano de Chuquisaca.[4]

## Estado de conservación
En la Lista Roja de Especies Amenazadas de la UICN, la especie está clasificada como de “Preocupación Menor (LC)”.

## Usos
Se cultiva principalmente como planta ornamental y su propagación se realiza a través de esquejes o semillas.